# Scopula ordinaria
Scopula ordinaria är en fjärilsart som beskrevs av Dyar 1912. Scopula ordinaria ingår i släktet Scopula och familjen mätare. Inga underarter finns listade.